# Lucien Kassi-Kouadio
Lucien Kassi-Kouadio (Abidjan, 12 dicembre 1963 – Abidjan, 4 dicembre 2024) è stato un calciatore ivoriano, di ruolo centrocampista.

## Palmarès

### Club
- Campionato ivoriano: 4

ASEC Mimosas: 1990, 1991, 1992, 1993
- Coppa della Costa d'Avorio: 1

ASEC Mimosas: 1990

### Nazionale
- Coppa d'Africa: 1

1992